# Cartel (rapgroep)
Cartel is een Duitse hiphopgroep die populair is zowel in Turkije als in Duitsland. De groep maakt gebruik van traditionele Turkse muziekinstrumenten in combinatie met hiphopmuziek. Cartel was de eerste hiphopgroep die in de Turkse taal zong en brachten op 3 mei 1995 het eerste album uit.
De groep bestaat uit de leden Alper Ağa, Kabus Kerim, M.Ali, Babalu, İnceEfe, Olcay en Erci E.

## Discografie
| Jaar | Titel                                             | Label    |
| ---- | ------------------------------------------------- | -------- |
| 1995 | Cartel                                            | PolyGram |
| 2004 | Cartel 2004 Yeni Basım (Cartel 2004 New Printing) | PolyGram |
| 2011 | Bugünkü Neşen Cartel'den                          | GRGDN    |